# 在此相逢
「在此相逢」是GLAY的第26張單曲。

## 簡介
- 和「期待相逢的心情(逢いたい気持ち)」同為2週連續單曲發行的作品，2張單曲都獲得ORICON單曲榜第2名。台灣有發行台壓版。

## 收錄曲目
1. 在此相逢
發行前曾在2002年2月「GLAY TOUR 2002 Special Extra Package“ONE LOVE”」演唱會中演出。日本航空「JAL NEW CHINA」廣告歌曲。
這首歌的MV是在2002年7月拍攝。
2. GIANT STRONG FAUST SUPER STAR
歌曲中角色的台詞由山寺宏一、綠川光、西田裕美演出。

## 收錄專輯
- UNITY ROOTS & FAMILY,AWAY
- rare collectives vol.2
- THE GREAT VACATION VOL.1 〜SUPER BEST OF GLAY〜